# دومينغو ماركيز
دومينغو ماركيز (بالإسبانيّة :Domingo Márquez) هو ممثل أوروغواياني وأرجنتيني، ولد في 1901 في الأوروغواي. بدأ مشواره المهني سنة 1940.

## وصلات خارجية
- دومينغو ماركيز على موقع IMDb (الإنجليزية)
- دومينغو ماركيز على موقع كينوبويسك (الروسية)